# Gerd von Koerber

Gerd von Koerber

Gerd von Koerber (* 28. Januar 1906 in Eberswalde; † 18. Februar 1983 in München) war ein deutscher Politiker (NSDAP).

## Leben und Wirken
Nach dem Besuch des Gymnasiums in Weimar studierte Gerd von Koerber Philosophie. Anschließend betätigte er sich als freischaffender Schriftsteller. Von 1929 bis 1934 war er im Genossenschaftswesen tätig.
Zum 1. Dezember 1931 trat Koerber der NSDAP bei (Mitgliedsnummer 850.852). Sein erstes bedeutenderes Parteiamt war das des Kreisleiters des Kreises Rostock-Land, das er vom 1. Oktober 1934 bis zum 31. März 1935 bekleidete. Anschließend amtierte er vom 1. April 1935 bis zum Ende des Zweiten Weltkriegs 1945 als stellvertretender Gauleiter im Gau Mecklenburg. Vom März 1936 bis zum Ende der NS-Herrschaft im Frühjahr 1945 saß er zudem als Abgeordneter für den Wahlkreis 35 (Mecklenburg) im nationalsozialistischen Reichstag. 
Koerber war zudem Mitglied der Sturmabteilung (SA), in der er am 9. November 1938 zum Oberführer und am 20. April 1944 zum Brigadeführer befördert wurde, sowie Oberleutnant der Reserve bei der Luftwaffe und Hauptdienstleiter der NSDAP.

## Schriften
- Planeten – Kosmische Ur-Kräfte, 1925. (?)